# Acro
L'acro (in inglese acre), simbolo ac, è un'unità di misura di superficie del Sistema imperiale britannico e di quello consuetudinario statunitense, ma non è adottato dal Sistema internazionale.
Esso è definito come l'area-tipo di un rettangolo di 660 piedi di lunghezza (furlong) per 66 di larghezza (catena), ovvero 43560 piedi quadrati che, nel Sistema internazionale, corrispondono a 4 046,8564224 m².
Anche in Italia esiste un'unità di misura chiamata "acro" o "campo", non correlata a quella sopra citata e sottomultipla dell'ettaro, e tuttavia assai simile nelle dimensioni: corrisponde a 4000 m² e quindi 2,5 di tali acri corrispondono a un ettaro, o 10000 m².

## L'acro internazionale
Nel 1958 gli Stati Uniti e le nazioni del Commonwealth stabilirono la lunghezza della iarda internazionale a 0,9144 metri. 
Di conseguenza, l'acro internazionale è esattamente 4046,8564224 m².

## Acro statunitense
L'acro statunitense è precisamente 4046,87260987425 m² e il suo valore, derivante dall'operazione {\textstyle {\text{4 046}}+{{\text{13 525 426}} \over {\text{15 499 969}}}\;{\text{m}}^{2}}, è basato su un pollice definito esattamente dal rapporto 1 metro = 39,37 pollici, come stabilito dal Mendenhall Order.

## Equivalente nelle altre unità di misura
1 acro internazionale è uguale alle seguenti unità metriche:
- 4046,8564224 m²
- 0,40468564224 ettari

1 acro internazionale è uguale alle seguenti unità consuete:
- 4840 iarde quadrate
- 160 aste quadrate (1 asta quadrata è 0,00625 acri)
- 100 cent indiani (1 cent è uguale a 0,01 acri)
- 10 catene quadrate (1 catena quadrata è uguale a 0,1 acri)
- 4 rood (1 rood è pari a 0,25 acri)
- 0,0015625 miglia quadrate (1 miglio quadrato è uguale a 640 acri)

1 acro dello United States survey equivale a:
- 43 560 piedi quadrati
- 4840 iarde quadrate
- 4046,87261 metri quadrati
- Un acro equivale a 10 catene quadrate: dieci acri equivalgono a un furlong quadrato: un acro è pari a una catena per un furlong; una catena è 22 iarde, un furlong è 220 iarde.

## Uso dell'acro
Nel Regno Unito l'uso dell'acro è ufficialmente sconsigliato, pur rimanendo unità di misura abbastanza diffusa nella vita quotidiana. Negli Stati Uniti l'acro rimane tuttora l'unità di misura ufficiale per quanto riguarda i terreni.
Il tipico "appezzamento" di terreno in base all'Homestead Act negli Stati Uniti è di 160 acri, ovvero 0,25 (un quarto) di miglio quadrato. Ciò fa sì che la lunghezza comune dei campi sia di mezzo miglio, e ogni rod di larghezza sia pari a un acro.
La superficie di terreno viene solitamente determinata facendo riferimento all'area corrispondente come riportata su una mappa. In sintesi la misura di superficie del terreno è sempre planimetrica, cioè corrisponde alla sua proiezione sul piano orizzontale. Su un terreno in pendenza la superficie reale del suolo sarà maggiore di quella misurata in pianta.

## Origine storica
La parola "acro" deriva dall'inglese acre, termine derivato dall'inglese antico æcer, affine al latino ager, con il significato originario di "campo aperto".
L'acro fu scelto come corrispondente all'incirca all'appezzamento di terreno arabile da un uomo con un bue in un giorno. Ciò spiega la definizione dell'acro come l'area di un rettangolo con un lato pari a una catena e l'altro pari a un furlong. Una striscia di terra lunga e stretta è più facile da arare di un terreno quadrato, dato che l'aratro deve essere girato meno frequentemente. Lo stesso termine "furlong" deriva dal fatto che è "un furrow (solco) in lunghezza".
Valori legali dell'acro vennero stabiliti in Inghilterra su decreto di:
- Edoardo I,
- Edoardo III,
- Enrico VIII,
- Giorgio IV e
- Vittoria – il "Weights and Measures Act" britannico del 1878 lo definì come contenente 4 840 iarde quadrate.

Storicamente la dimensione delle fattorie e delle proprietà terriere nel Regno Unito è sempre stata espressa in acri, anche se il numero di acri era così grande che sarebbe stato più conveniente esprimere il valore in miglia quadrate. Ad esempio, si poteva dire di un certo possidente, che aveva 32 000 acri di terreno, non 50 miglia quadrate.

## Altri acri
- Acro scozzese, una delle tante obsolete unità di misura scozzesi.